# Huia
Huia (Heteralocha acutirostris) är en utdöd fågel i familjen vårtkråkor inom ordningen tättingar. Den placeras som enda art i släktet Heteralocha. Fågeln förekom på Nya Zeeland men är idag utdöd och har inte observerats sedan 1907.
Hujan var 48–50 centimeter lång, hade svart fjäderdräkt med grön glans, och vit stjärtspets. Honans näbb mätte 9,6 cm och var böjd nedåt. Hanens näbb var mindre än hälften så lång, 4 centimeter och rak.